# عادل خمیس
عادل خمیس (انگلیسی: Adel Khamis؛ زادهٔ ۱۱ نوامبر ۱۹۶۵) فوتبالیست اهل قطر است.

## باشگاهی
از باشگاه‌هایی که در آن بازی کرده‌است می‌توان به باشگاه ورزشی القادسیه کویت، الغرافه اشاره کرد.

## تیم ملی
وی همچنین در تیم ملی فوتبال قطر بازی کرده است.